# Johnius borneensis
Johnius borneensis es una especie de pez de la familia Sciaenidae en el orden de los Perciformes.

## Morfología
• Los machos pueden llegar alcanzar los 34,8 cm de longitud total.

## Alimentación
Los ejemplares inmaduros prefieren comer crustáceos, mientras que los adultos se nutren de peces hueso.

## Hábitat
Es un pez de clima tropical (30°N-36°S, 32°E-155°E) y bentopelágico que vive entre 0-132 m de profundidad.

## Distribución geográfica
Se encuentra desde el Golfo Pérsico hasta el sur de la China, Taiwán, Nueva Guinea y el norte y el noreste de Australia.

## Uso comercial
Se comercializa fresco y en salazón.

## Observaciones
Es inofensivo para los humanos.